# شهرستان قائم‌شهر
شهرستان قائم‌شهر یکی از شهرستان‌های استان مازندران در ایران است. مرکز این شهرستان، شهر قائم‌شهر است.
این شهرستان در تاریخ ۲۵ مهر ۱۳۲۴ از شهرستان ساری جدا شد و مستقل گردید. تا سال ۱۳۴۰ بخش‌هایی از شهمیرزاد، تا سال ۱۳۵۵ شهرستان فیروزکوه، تا سال ۱۳۵۹ شهرستان سوادکوه، تا سال ۱۳۷۶ شهرستان جویبار و تا سال ۱۳۹۱ شهرستان سیمرغ، بخش‌هایی از قائم‌شهر بوده که به شهرستان تبدیل شده و مستقل شدند.
نام پیشین این شهرستان، شاهی بوده و در تاریخ ۱۰ بهمن ۱۳۵۸ به قائم‌شهر تغییر نام پیدا کرد.

## موقعیت جغرافیایی

#### طول و عرض جغرافیایی:
شهرستان قائم‌شهر بین ۳۶ درجه و ۲۱ دقیقه تا ۳۶ درجه و ۳۸ دقیقه عرض شمالی و ۵۲ درجه و ۴۳ دقیقه تا ۵۳ درجه و ۳ دقیقه طول شرقی از نصف‌النهار گرینویچ قرار گرفته‌است.

#### شهرهای هم‌جوار:
شهرستان قائم‌شهر از شمال با شهرستان جویبار و شهرستان سیمرغ، از جنوب با شهرستان سوادکوه شمالی، از غرب با شهرستان بابل و از شرق با شهرستان ساری همسایه است.

#### فاصله تا شهرهای مهم:
- فاصله تا مرکز استان حدود ۱۷ کیلومتر
- فاصله تا پایتخت حدود ۱۹۰ کیلومتر
- فاصله تا مشهد حدود ۷۰۰ کیلومتر
- فاصله تا شیراز حدود ۱۱۷۰ کیلومتر

## تیم ورزشی
باشگاه فوتبال نساجی مازندران متعلق به شهر قائمشهر است که پرهوادارترین و قدیمی‌ترین تیم فوتبال شمال کشور است و آوازه‌ی زیادی میان فوتبال‌دوستان دارد. 
علت علاقه‌ی زیاد مردم قائمشهر به این تیم، زنده نگه داشتن یاد و خاطره‌ی کارخانجات نساجی مازندران است که سال‌ها پیش در این شهر رونق بسیاری داشته و محل اشتغال اکثر جوانان شهر بوده است. باشگاه نساجی ابتدا توسط همین کارخانه تاسیس شد و علت نام گذاری آن نیز همین بود؛ اما پس از ورشکستگی کارخانه، به هیأت فوتبال شهرستان و سپس بخش خصوصی واگذار شد. 

## تقسیمات کشوری
شهرستان قائم‌شهر دارای ۱ بخش، ۵ دهستان و ۲ شهر به شرح زیر است:

### شهرستان قائم‌شهر
| بخش   | مرکز بخش | جمعیت بخش ۱۳۹۵ | نام دهستان | مرکز دهستان  | جمعیت دهستان ۱۳۹۵ | شهر          | جمعیت شهر ۱۳۹۵         |
| ----- | -------- | -------------- | ---------- | ------------ | ----------------- | ------------ | ---------------------- |
| مرکزی | قائم‌شهر  | ۳۱۹٬۱۹۹ نفر    | بالاتجن    | شیخ‌کلی       | ۳۲٬۸۹۱ نفر        | قائم‌شهر ارطه | ۲۰۴٬۹۵۳ نفر ۱۰٬۳۲۷ نفر |
| مرکزی | قائم‌شهر  | ۳۱۹٬۱۹۹ نفر    | نوکندکلا   | رکابدارکلا   | ۲۶٬۷۱۵ نفر        | قائم‌شهر ارطه | ۲۰۴٬۹۵۳ نفر ۱۰٬۳۲۷ نفر |
| مرکزی | قائم‌شهر  | ۳۱۹٬۱۹۹ نفر    | علی‌آباد    | قادی‌کلا بزرگ | ۲۵٬۰۰۴ نفر        | قائم‌شهر ارطه | ۲۰۴٬۹۵۳ نفر ۱۰٬۳۲۷ نفر |
| مرکزی | قائم‌شهر  | ۳۱۹٬۱۹۹ نفر    | کوهساران   | کوتنا        | ۴٬۹۰۷ نفر         | قائم‌شهر ارطه | ۲۰۴٬۹۵۳ نفر ۱۰٬۳۲۷ نفر |
| مرکزی | قائم‌شهر  | ۳۱۹٬۱۹۹ نفر    | بیشه‌سر     | ارطه         | ۴٬۴۰۱ نفر         | قائم‌شهر ارطه | ۲۰۴٬۹۵۳ نفر ۱۰٬۳۲۷ نفر |

## جمعیت
بر پایه سرشماری عمومی نفوس و مسکن در سال ۱۳۹۵، جمعیت شهرستان قائم‌شهر برابر با ۳۱۹٬۱۹۹ نفر بوده‌است.